# Streiflach
Streiflach ist ein Stadtteil von Germering im oberbayerischen Landkreis Fürstenfeldbruck.

## Lage
Die Einöde liegt circa einen Kilometer südöstlich von Germering. Sie ist durch eine Allee mit dem Gut Freiham verbunden.

## Geschichte
Das Gut Streiflach geht auf einen früher dem Kloster St. Jakob am Anger in München gehörenden Hof zurück. Der Ortsname wird 1469 als Straeflouch erwähnt. Das Wort kommt von bairisch strâffen (‚behauen‘), ein seltenes Wort für ‚roden‘, und lohe (‚Wald‘).

## Baudenkmäler
Siehe auch: Liste der Baudenkmäler in Streiflach
- Marienkapelle, erbaut 1837